# Jean Henri Samuel Formey

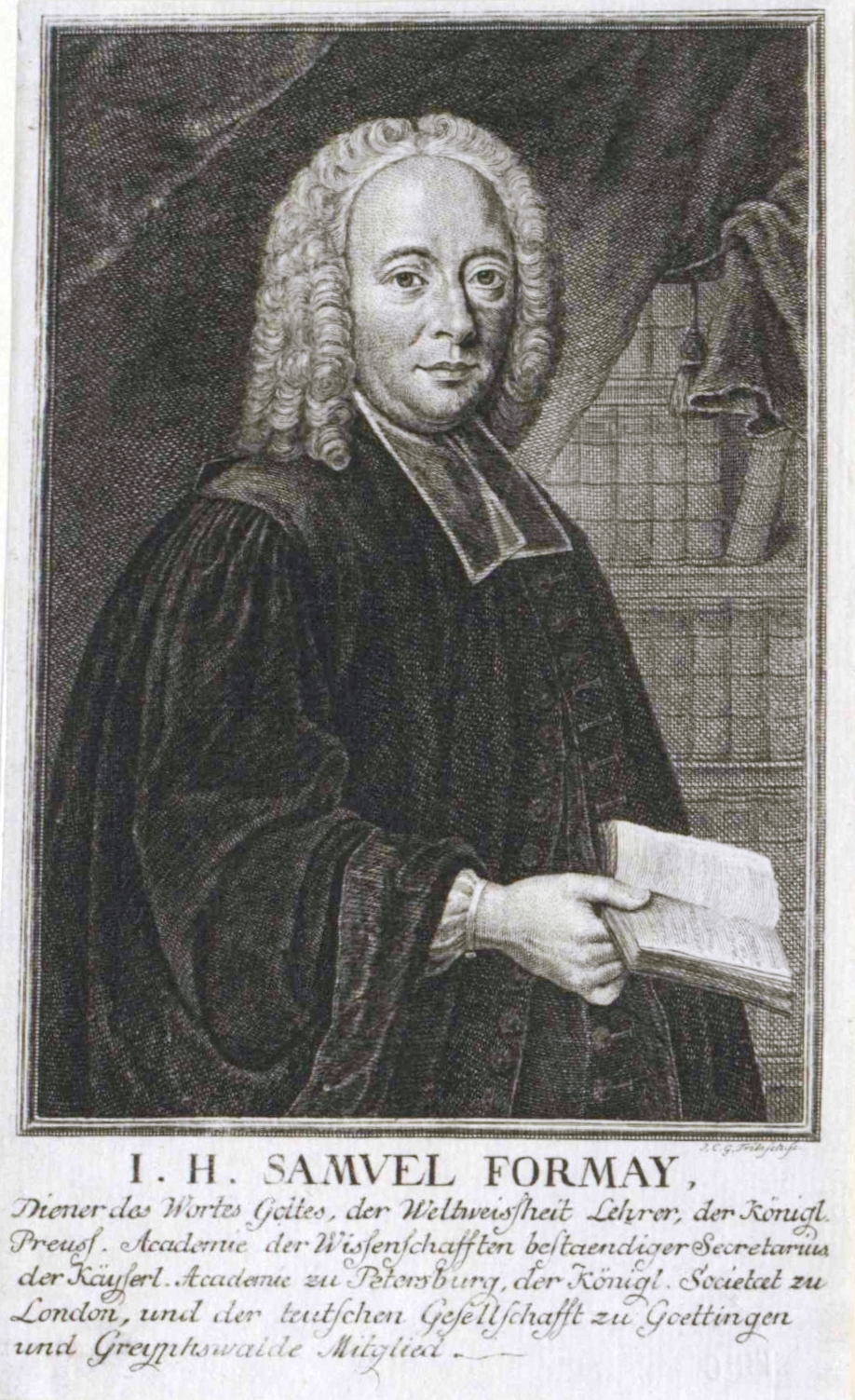
J. H. Samuel Formay, Stich von Johann Christian Gottfried Fritzsch

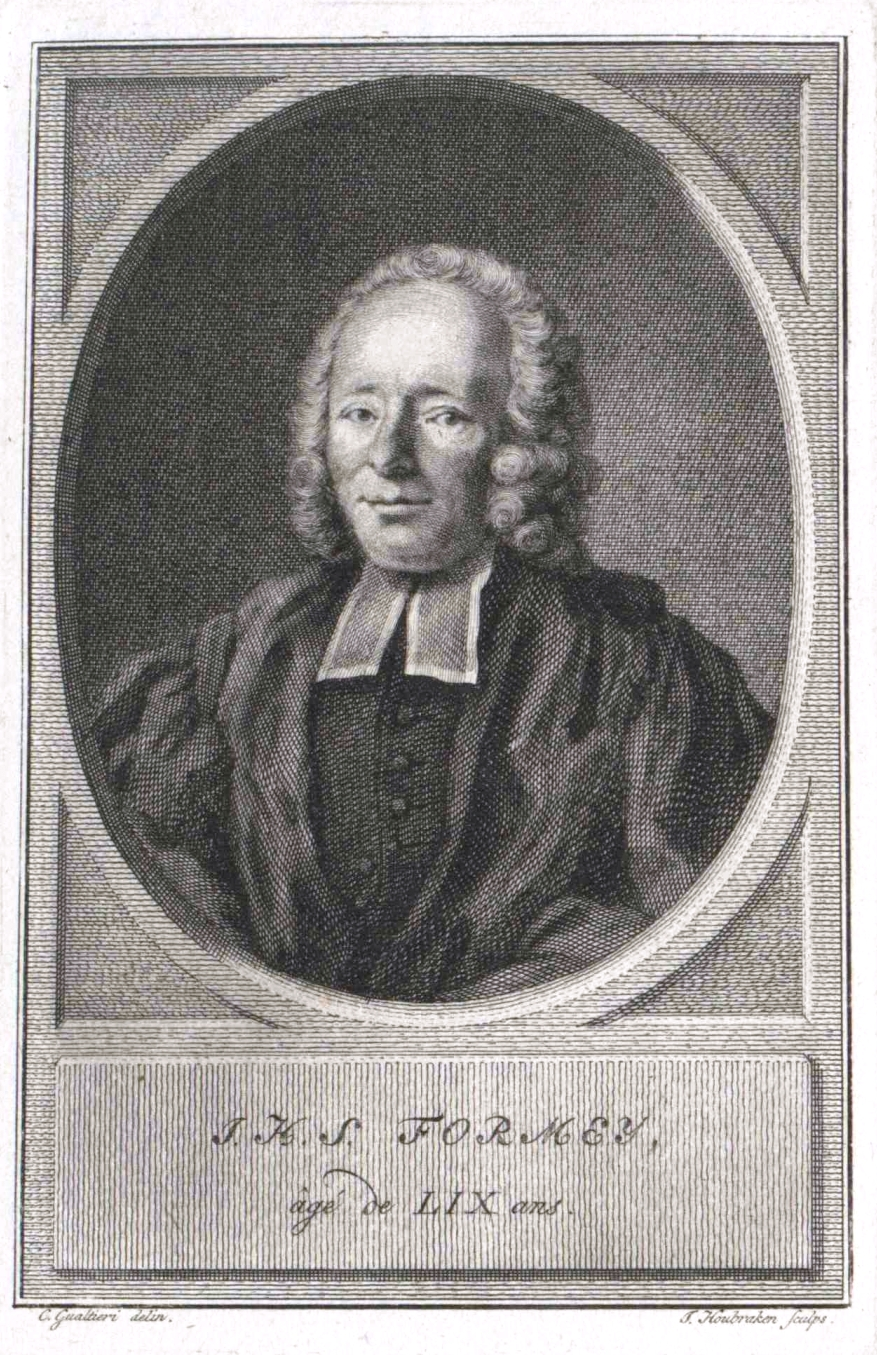
Porträt Formeys im Alter von 59 Jahren, Stich von Jacobus Houbraken

Jean Henri Samuel Formey (auch Johann Heinrich Samuel Formey; * 31. Mai 1711 in Berlin; † 8. März 1797 ebenda) war Theologe, Philosoph und Historiker, Mitarbeiter an der „Encyclopédie“ von Diderot und d’Alembert und langjährig führendes Mitglied der Berliner Akademie der Wissenschaften.

## Leben
Formey stammte aus einer Familie von Hugenotten, die als Flüchtlinge aus der Champagne nach Berlin gekommen waren. Von 1720 bis 1727 war er Schüler des Collège Français in Berlin, als Primus der Abschlussklasse hielt er die lateinische Rede zum Geburtstag des preußischen Königs. Nach Abschluss eines zweijährigen Theologiestudiums wurde er Prediger der französisch-reformierten Gemeinde Brandenburg und erhielt eine Stelle an der französischen Kirche Berlin-Friedrichstadt. Sein Interesse an Philosophie und Humanismus veranlassten ihn, sich 1737 um eine Anstellung am Collège Francais zu bewerben. Nachdem er dort zwei Jahre lang Rhetorik unterrichtet, gleichzeitig aber eine halbe Pfarrstelle beibehalten hatte, wurde er als Nachfolger von Maturin Veyssière de La Croze 1739 zum Professor der Philosophie berufen – auf den wichtigsten und angesehensten Lehrstuhl der Schule – und bat den König darum, ihn von seinen Pflichten als Prediger zu entbinden. Während der folgenden 50 Jahre erteilte er am Collège Unterricht in Philosophie und wurde dafür 1789 besonders geehrt.
Vielfältige wissenschaftliche Arbeiten führten dazu, dass Formey im Jahre 1744 in die Berliner Akademie der Wissenschaften aufgenommen und schon im darauffolgenden Jahr zu deren Historiographen ernannt wurde. Ab 1746 war er Assistent des „Beständigen Sekretärs“ (secretarius perpetuus) der Akademie, ab 1748 dessen Nachfolger. Von 1788 bis 1797 leitete er die philosophische Abteilung der Akademie. Zusammen mit anderen Mitgliedern setzte er sich erfolgreich dafür ein, dass die Veröffentlichungen der Akademie jetzt in Französisch, statt wie bisher in Latein erfolgten. Generell hatte Formey sich lebenslang darum bemüht, Geist und Sprache der Hugenotten in Berlin zu verankern. Er selbst erlernte Deutsch nur unvollkommen – nicht ungewöhnlich für besser gestellte Angehörige der französischen Kolonie im Berlin des 18. Jahrhunderts –, seine Schriften und Briefe verfasste er ausschließlich in französischer Sprache. Für seine wissenschaftlichen Aktivitäten erfuhr er zahlreiche Ehrungen, gehörte verschiedenen internationalen Gesellschaften an und war Mitglied der Akademien der Wissenschaften von Sankt Petersburg und London. Im Jahr 1757 wurde er zum Mitglied der Leopoldina gewählt.
Formey wohnte in der Behrenstraße in der Berliner Friedrichstadt und war zweimal verheiratet.

## Familie
Er heiratete 1733 Susanne Bonafous (1707–1743). Das Paar hatte drei Töchter:
- Ernestine Helene Anna (1735–1735)
- Franziska Elisabeth Wilhelmine (1738–1758)
- Tochter († 1743)

Nach dem Tod seiner ersten Frau heiratete er 1744 Julie Elisabeth Caumont d’Ausin (1722–1795). Das Paar hatte 8 Töchter und 4 Söhne:
- Anna Maria Charlotte (1747–1811)
- Maria Philippine (1748–1822)
- Charlotte Sophie (1750–1754)
- Eleonore Marianne Christine (1752–1825)
- Paul Heinrich (1753–1754)
- Magarethe Fredrike Luise (1757–1759)
- Anna Franziska Henriette (1758–1830), verheiratet mit Friedrich Wilhelm (Frédéric Guillaume) Hauchecorne (1753–1825), Prediger der Französisch-reformierten Gemeinde und Mathematikprofessor in Berlin
- Christian Friedrich (1760–1762)
- Luise Auguste Claudine (1761–1762)
- Maria Justine Julia (1761–1819)
- Johann Karl Friedrich (1763–1808)
- Johann Ludwig Samuel (1766–1823)

## Seine Publikationen
Zwischen 1746 und 1759 erschien die Zeitschrift „Nouvelle Bibliothèque Germanique“, die Formey zunächst zusammen mit anderen Akademiemitgliedern, ab 1750 aber allein herausgab. Die Publikation enthielt Informationen zum Stand der Geistes- und Naturwissenschaften in Europa und berücksichtigte besonders die Arbeit der verschiedenen nationalen Akademien. Als Mitarbeiter oder Herausgeber war Formey an weiteren Zeitschriften mit internationaler Zielsetzung beteiligt: „Journal littéraire d’Allemagne“, „Bibliothèque critique“ und „Annales typographique germaniques“. In den Schriften der Akademie finden sich 140 Texte von ihm, darunter mehr als fünfzig Nachrufe für verstorbene Mitglieder – nützliches Quellenmaterial für die Wissenschaftsgeschichte.
Überaus zahlreich waren seine Schriften zu philosophischen, historischen und theologischen Themen. Er wird zitiert mit der Bemerkung: „Wenn ich ein Buch lese, so denke ich darüber nach, wie ich bei gelegner Zeit über denselben Gegenstand ein anderes machen kann“. So entstand ein Gesamtwerk von etwa 600 Titeln. Ein Schwerpunkt seiner Schreibtätigkeit lag in der Beschäftigung mit den Philosophen Gottfried Wilhelm Leibniz und Christian Wolff. 1746 erschien das Lehrbuch „Elementa philosophiae Wolffianae“, zwischen 1751 und 1756 kamen die sechs Bände des philosophischen Romans „La belle Wolffienne“ heraus, mit dem Formey die Absicht verfolgte, die Anschauungen Wolffs leicht verständlich darzustellen. Die literarische Form des Romans lässt zu wünschen übrig, es gilt aber als sicher, dass dieses Werk ganz wesentlich dazu beigetragen hat, Wolffs Gedankenwelt auch in Frankreich bekannt zu machen.
Formey vertrat eine Religionsphilosophie, die sich auf die Gedanken Leibniz’ stützte, wonach die wahre Religion entsteht, wenn Religion und Vernunft in genaue Übereinstimmung gebracht werden. So war Formey überzeugt von einer natürlichen Religion, in der Glaubensgrundsätze wie die Existenz Gottes oder die Unsterblichkeit der Seele allein durch Anwendung von Vernunft bewiesen werden könnten. Mit den französischen Aufklärern wie Denis Diderot und Jean-Jacques Rousseau, die einen stärker atheistischen Ansatz vertraten, setzte er sich kritisch-polemisch auseinander, zum Beispiel in den Schriften „La philosophie chretien“ (1750–1756, vier Bände), „Anti-Emile“ und „Emile chretien“ (1763 bzw. 1764, beide gegen den Bildungsroman „Émile“ von Rousseau gerichtet).
Offenbar verfolgte Formey noch vor den französischen Enzyklopädisten die Idee, eine Zusammenfassung des Wissens seiner Zeit herauszugeben, verwirklichte diesen Plan aber nicht. Das Material, das er dafür zusammengestellt hatte, verarbeitete er jedoch zu 81 Artikeln, die auf rund 1800 Textseiten in das Werk Diderots und d’Alemberts aufgenommen wurden, ungeachtet aller grundsätzlichen Differenzen.

## Korrespondenz
Formey hinterließ eine überaus umfangreiche aktive und passive Korrespondenz. Die Angaben schwanken zwischen 17.000 und der – wahrscheinlich zu hoch angesetzten – Zahl von 40.000 Stücken. Der Briefwechsel ist heute zersplittert und wird in vier großen Sammlungen aufbewahrt, je zwei davon in Berlin und in Krakau. Im Rahmen eines Forschungsprojektes der Universität Potsdam wurde bzw. wird die gesamte Korrespondenz intensiv und systematisch ausgewertet und dabei in Zusammenhang gestellt mit der französisch beeinflussten Ideengeschichte in Brandenburg-Preußen. Er korrespondierte mit Francesco Algarotti, als der nach Italien zurückging.

## Bedeutung
Die Bedeutung Formeys wird unterschiedlich beurteilt. Manchen gilt er als zu Recht über lange Zeit vergessener Vielschreiber, dessen beinahe unglaubliche Produktivität allein schon ein Indiz sei für seine Oberflächlichkeit als Wissenschaftler. Bekanntheit und Renommee habe er nur dadurch erlangt, dass er durch seine herausgehobene Stellung in der Akademie diese angesehene Institution in zahllosen, langjährigen Kontakten nach außen vertreten habe.
Andere sehen gerade in dieser intensiven Tätigkeit, in seinen vielen Veröffentlichungen und persönlichen Briefen sein wesentliches Verdienst. Denn die Korrespondenzen der Literaten und Gelehrten, der direkte Austausch von Ansichten und Informationen bildeten neben Zeitschriften und Büchern eine weitere, wichtige Kommunikationsebene, auf der die Aufklärung in Europa vorangebracht wurde. Vorwiegend wird daher Formey heute als ein Mann beurteilt, der durch sein Wirken über die Grenzen seiner Heimat hinaus dazu beigetragen hat, das Gedankengut der Aufklärung zu verbreiten und Berlin zu einem bedeutenden Standort für die intellektuellen Diskussionen des 18. Jahrhunderts zu machen.

## Werke (Auswahl)
- Recueil des pièces sur les affaires de l’élection du roi de Pologne. 1732.
- Le Fidele Fortifié Par La Grace En Deux Sermons Sur Phil. Ch. IV. v. 13. Prononcez dans le Temple... Berlin 1736. (Digitalisat)
- Articles des Pacta contenta d’Auguste. Traduit du latin. 1736.
- Commerce de lettres entre deux amis de sentimens différens au sujet de la Diete d'Election, et des proclamations de Stanislas Leszczinsky, et de l'Electeur de Saxe. 1738. (Digitalisat)
- Le Duchat, Jacob: Ducatiana ou remarques de feu M. LeDuchat, sur divers sujets d'histoire et de litterature. 2 Bände. Humbert, Amsterdam 1738. (Digitalisat Band 1, Band 2)
- Mercure et Minerve, ou Choix des nouvelles politiques et littéraires les plus intéressantes pour l'année 1738. Schmid, Berlin 1738.
- Sermons de Reinbeck. Traduit de l’allemand. Berlin 1738.
- Correspondance entre deux amis, l'un prussien et l'autre espagnol, sur la succession de Juliers & Bergues. La Haye 1738. (Digitalisat)
- Sermons sur divers textes de l’Écriture sainte. Michaelis, Berlin 1739. (Digitalisat)
- Journal de Berlin ou nouvelles politiques et littéraires. Berlin 1740.
- Mémoires pour servir à l’histoire et au droit public de Pologne. Traduit du latin de Lengnich. Gosse, La Haye 1741. (Digitalisat)
- La Belle Wolfienne, ou Abrégé de la philosophie wolfienne. 6 Bände. La Haye 1741–53. (Digitalisat Band 1, Band 2, Band 3)
- Les Œuvres de François Villon, avec les notes de Clément Marot, Eusèbe de Laurière, Le Duchat et Formey, publiziert bei Prosper Marchand, La Haye, 1742
- L’Anti-Saint-Pierre. Berlin 1741.
- Sermon à l'occasion de la Paix concluë entre LL. Majestés, le Roi de Prusse, Et La Reine de Hongrie de Boheme, sur Pseaume XXI. w. 2. Michaelis, Berlin 1742. (Digitalisat)
- Réflexions philosophiques sur l’immortalité de l’âme raisonnable, traduit de l’allemand de Reinbeck. Arkstee & Merkus, Amsterdam und Leipzig 1744. (Digitalisat)
- La Balance de l’Europe. Aus dem Lateinischen übersetzt. Berlin et Göttingen 1744.
- Panégyrique du roy. Berlin 1745.
- Bibliothèque nouvelle germanique ou Histoire littéraire de l'Allemagne, de la Suisse et des pays du Nord. Mortier, Amsterdam 1746–1760. (Digitalisat Band 1, Band 8, Band 9, Band 11, Band 20, Band 23, Band 25)
- Sermon sur les gratuités de l’Éternel. Berlin 1746.
- Projet d’un établissement en faveur des pauvres. Berlin 1746.
- Elementa philosophiæ seu Medulla Wolfiana. Haude & Spener, Berlin 1746. (Digitalisat)
- Conseils pour former une bibliothèque peu nombreuse, mais choisie. Haude & Spener, Berlin 1746. (Digitalisat)
- Bibliothèque critique, ou Mémoires pour servir à l’histoire littéraire ancienne et moderne, Fromer, Berlin 1746. (Digitalisat)
- Essai sur la nécessité de la Révélation. Berlin 1747.
- La Logique des vraisemblances. Frankfurt 1747.
- Recherches sur les éléments de la matière. Berlin 1747. (Digitalisat)
- Sermon pour la dédicace de cette école. Berlin 1747.
- Relations de ladite école. Berlin 1748–56.
- Traité des dieux et du monde. Traduit du grec de Salluste le Philosophe, avec des réflexions philosophiques et critiques. Berlin 1748.
- Épître à M. le comte de Manteuffel. 1748.
- Exposition abrégée du plan du roi pour la réformation de la justice. Haude & Spener, Berlin 1748. (Digitalisat)
- Epistola ad eminent. cardinal. Quirinum. Berlin 1749. (Digitalisat)
- Pensées raisonnables opposées aux Pensées philosophiques, avec un essai de critique sur le livre des Mœurs, Berlin, Amsterdam 1749.
- Dictionnaire étymologique de Ménage. Paris et Genève 1750.
- Lettre de M. Gervaise Holme à l’auteur de la Lettre sur les aveugles. Cambridge [Berlin] 1750.
- Vindiciae beatorum reformatorum et imprimis Lutheri contra varias obiectiones. Kleyb, Frankfurt a.d. Oder 1750. (Digitalisat)
- Histoire de l’Académie des sciences de Berlin. Haude & Spener, Berlin 1750. (Digitalisat)
- Le Système du vrai bonheur. Berlin, Paris et Genève 1750 und 1751.
- Le Philosophe chrétien. Luzak, Leiden 1750–56. (Digitalisat Band 1, Band 2, Band 3, Band 4)
- L’Abeille du Parnasse. de Bourdeaux, Berlin 1750–54.
- Bibliothèque impartiale. Leiden 1750–58.
- Essai sur la perfection, pour servir de suite au Systesme du vrai bonheu. Sosrly, Utrecht 1751. (Digitalisat)
- Dissertation sur les raisons d’établir et d’abroger les loix, à laquelle on a joint l’Examen de l’usure suivant les principes du droit naturel. Paris, Utrecht 1751.
- La Théorie de la fortune. Trad. de l’allemand de Kaestner. Berlin 1751.
- Lettres sur la prédication. Bourdeaux, Berlin 1753. (Digitalisat)
- Conseils d’un homme de qualité à sa fille. Traduit de l’anglais. Berlin 1753.
- Mélanges philosophiques. 2 Bände. Luzak, Leiden 1754. traduit en anglais, London, 1759. (Digitalisat Band 1, Band 2)
- Catalogue raisonné de la librairie d’Etienne de Bourdeaux. Bourdeaux, Berlin 1754–72. (Digitalisat Band 1, Band 2, Band 3)
- La Comtesse suédoise. Traduit de l’allemand de Gellert. Berlin 1754.
- Abrégé d’histoire universelle par La Croze, revu, continué et enrichi de quelques notes, Gotha, 1754
- Examen philosophique de la liaison réelle qu’il y a entre les sciences et les mœurs, Avignon, 1755
- Sermons prononcés en quelques circonstances extraordinaires, Berlin, 1755
- La Vie de M. Jean-Philippe Baratier. Neaulme, Utrecht 1741. (Digitalisat)
- Lettre à M. Maty, au sujet du Mémoire de M. Eller sur l’usage du cuivre, 1756
- Catéchisme raisonné, trad. de l’angl., avec un Discours préliminaire, Halle, 1736
- Essai sur le beau (par le P. André), avec un Discours préliminaire et des Réflexions sur le goût, 1756
- Le Triomphe de l’évidence. Lange, Berlin 1756. (Digitalisat Band 1)
- Sermon à l’occasion de la victoire de Prague. Jasperd, Berlin 1757. (Digitalisat)
- Traité des tropes. nouv. édit., Fritsch, Leipzig, 1757. (Digitalisat)
- Éloges des académiciens de Berlin et de divers autres savans. Boudeaux, Berlin 1757. (Digitalisat Band 1, Band 2)
- Abrégé du droit de la nature et des gens, Amsterdam 1758.
- Sermon à l’occasion de la mort de S. A. R. le prince de Prusse, Paris et Berlin, 1758.
- Consolations pour les personnes valétudinaires. Lange, Berlin 1758. (Digitalisat)
- Discours sur le véritable principe de la grandeur d’âme. Berlin 1758.
- Essais philosophiques sur l’entendement humain par Hume, traduit en français, par Merian, avec une Préface et des notes par Formey, Amsterdam, 1758
- Les preuves de l’existence de Dieu ramenées aux notions communes, 1758
- Le Philosophe payen ou Pensées de Pline avec un commentaire littéraire et moral, Leyde, 1759
- Principes élémentaires des Belles lettres. Jasperd, Berlin 1759. (Digitalisat)
- Les Avantages de la vieillesse. Jasperd, Berlin 1759. (Digitalisat)
- Lettres sur l’état présent des sciences et des mœurs, Berlin, 1759–60.
- Monument à la mémoire de la fille la plus chérie, 1759.
- De la mort. Jasperd, Berlin 1759. (Digitalisat)
- Abrégé de l’histoire de la philosophie. Amsterdam 1760.
- Éloges des maréchaux de Schwerin et de Keilh, et de M. de Viereck. Berlin 1760.
- Éloge de Maupertuis. Berlin 1760. (Digitalisat)
- Réflexions sur l’éducation et en particulier sur celle des jeunes demoiselles. (Mit deutscher Übersetzung) Knoch & Eslinger, Frankfurt 1761. (Digitalisat)
- Choix de Mémoires et Abrégé de l’histoire de l’Académie de Berlin. Haude, Berlin 1761. (Digitalisat)
- Éloge d’Eller. Berlin 1762.
- Sermons sur la prophétie de Jonas. Berlin 1762.
- Réflexions sur la liberté. Trad. de l’allemand de Reinhard. Berlin 1762.
- LL'esprit de Julie, ou, Extrait de La nouvelle Héloïse. Ouvrage utile à la société et particulierement à la Jeunesse. Jasperd, Berlin 1762. (Digitalisat)
- Anti-Émile. Pauli, Berlin 1762. (Digitalisat)
- Abrégé de l’histoire ecclésiastique. 2 Bände. Schneider, Amsterdam 1763. (Digitalisat Band 1, Band 2)
- Éloges des comtes de Podevils et de Chtter, de MM. Jacobi, Sprssgel, Becman et Humbert, Berlin, 1763
- L’Émile chrétien. Amsterdam 1764.
- Défense de la religion et de la législation pour servir de suite à l’Anti-Émile. Pauli, Berlin 1764.
- Diversités historiques. Traduit du grec d’Elien et enrichies de remarques. Nicolai, Berlin 1764. (Digitalisat)
- Abrégé de toutes les sciences à l’usage des enfans de six ans à douze. Jacquenard & Rusand, Lyon 1770. (Digitalisat)
- Discours prononcés dans l’Académie de Berlin à la réception des princes de Brunsvic. 1764.
- Introduction générale aux sciences. Schneider, Amsterdam 1764. (Digitalisat)
- Discours philosophiques de Maxime de Tyr. Traduit du grec. Leyden 1764.
- Discours moraux pour servir de suite au Philosophe chrétien. Heubach, Lausanne 1764–65. (Digitalisat Band 1, Band 2)
- Principes de morale appliqués aux déterminations de la volonté. Luzac, Leiden 1765. (Digitalisat Band 1, Band 2)
- Discours de M. Gellert sur la morale, Berlin, 1766, in-8°.
- Tableau du bonheur domestique, suivi de quelques discours sur les vérités intéressantes de la religion et de la morale. Jacqueau, Leiden 1766. (Digitalisat)
- Discours sur la paix. Leiden 1767.
- Éloge de Mme Gottsched suivi du Triomphe de la philosophie par la même. Berlin 1767.
- Histoire des Protestants. Trad. de l’allemand de Hausen. Halle 1767.
- Sermon à l’occasion de la mort du prince de Prusse. Berlin 1767.
- Traité d’éducation morale sur cette question: Comment on doit gouverner l’esprit et le cœur d’un enfant pour le rendre heureux et utile. Berlin 1767.
- Magasin des sciences et des beaux-arts à l’usage des adolescens. Amsterdam 1768.
- Consolations raisonnables et religieuses, Yverdon, 1768
- Entretiens psychologiques. Pauli, Berlin 1769. (Digitalisat)
- Abrégé de physique. 2 Bände. Pauli, Berlin 1770–72.
- Sermons sur divers textes. Luchtmans, Leiden 1772. (Digitalisat Band 1)
- Journal de Pierre-le-Grand. Traduit du russe, revu et publ. par Formey. 1773.
- Éloge De Mr. Le Professeur Meckel; Lu dans l'Assemblée publique de l'Académie Royale des Sciences & Belles-Lettres, le 26 Janvier 1775. Voß, Berlin 1774. (Digitalisat)
- Discours au grand-duc de Russie. Berlin 1776.
- Entretiens de morale pratique. Potsdam 1778.
- Éloge d’Uden. Berlin 1783.
- Discours sur le jubilé Berlin.
- Éloge de Sark. Berlin 1786.
- Encyclopédie des enfans, ou, Abrégé de toutes les sciences: a l'usage des écoles des deux sexes. Cailler, Genève, 1784. (Digitalisat)
- Réponses aux discours des académiciens reçus dans le cours des quatre derniers mois de l’année 1780. Berlin 1787.
- Souvenirs d’un citoyen. LaGarde, Berlin 1789. (Digitalisat)